# Rheumaptera tremulata
Rheumaptera tremulata là một loài bướm đêm trong họ Geometridae.